# 凯灵胡森
凯灵胡森（德語：Kellinghusen，發音：[kɛlɪŋˈhuːzən] ⓘ）是德国石勒苏益格-荷尔斯泰因州施泰因堡县的城市，面积18.81平方千米，2023年12月31日人口为8,313人。